# Hold utca (Budapešť)
Hold utca je ulice v hlavním městě Maďarska, Budapešti. Leží v samotném středu města, v pátém obvodě. Spojuje třídu Alkotmany utca ve středu města severojižním směrem s Bankovní ulicí. Dlouhá je cca 470 metrů.

## Název
Název znamená doslova měsíční ulice.

## Historie
Ulice patří mezi první čtyři, které vznikly v budapešťské místní části Lipotváros v 19. století, kdy byla založena. V roce 1938 byla pojmenována po hraběti Klebelsbergovi, v roce 1947 ji byl vrácen současný název, aby roku 1953 byla přejmenována na počest manželů Rosenbergových. Současný název má od roku 1991.

## Doprava
Jedná se o klidnou městskou ulici se stromořadím s dvěma jízdními pruhy a řadou parkovacích míst. Pod ulicí vede kolejová spojka budapešťského metra.

## Významné objekty
- Budova Maďarské národní banky (maďarsky Magyar nemzeti bank)
- Sportért Felelős Államtitkárság
- Poštovní peněžní úřad
- Light Art Museum (LAM)
- Batthyányho památník
- Německý reformovaný kostel